# Петруновка
Петруновка (укр. Петрунівка) — село на Украине, находится в Крыжопольском районе Винницкой области.
Код КОАТУУ — 0521982003. Население по переписи 2001 года составляет 49 человек. Почтовый индекс — 24621. Телефонный код — 4340.
Занимает площадь 0,574 км².